# Monster Rancher
Monster Rancher, conocido como Monster Farm en Japón, es un anime basado en los videojuegos del mismo nombre.
La serie constaba inicialmente de 48 capítulos, sin embargo, se decidió ampliarla hasta un total de 73 capítulos. La serie trata sobre un niño llamado Genki, que acaba atrapado en el Mundo Monster Rancher después de probar un nuevo videojuego. Aunque no se encuentra solo, ya que pronto halla amigos, así como enemigos. En su aventura, no sólo descubrirán los secretos que rodean el Mundo Monster Rancher, sino que además se enfrentarán a un villano llamado Moo, que planea conquistar ese mundo.

## Personajes

### Héroes
- Genki: Es un niño de 10 años, muy alegre y simpático. Es estudiante de tercero de primaria, y siente verdadera pasión sobre los monstruos y sus amigos. No le gusta que le digan que es un niño pequeño, aunque a veces el mismo demuestra inmadurez y se comporta como un niño pequeño. Le encantan los patines en línea y es un verdadero experto patinando e incluso puede llegar a luchar contra los monstruos enemigos usando sus patines. Además es muy optimista y siempre quiere ayudar a los demás. A veces puede llegar a ser muy sensible y tener cierta tendencia a las lágrimas, aunque no le gusta demostrarlo y trata de ocultarlo.  "Genki" significa "energía" en japonés. Llega al mundo de los monstruos por medio de un videojuego que ganó en un torneo, conforme avanza la serie Genki le cuenta a todos sus amigos lo que hacen en su mundo.
- Holly: Es una chica de 14 años (aunque posteriormente se muestra en la serie que cumple 15) cuya misión es encontrar un antiguo monstruo llamado Fenix. Para ello, Holly emplea un colgante mágico, denominado en la serie como Piedra mágica, para localizar nuevos Discos Misteriosos que contengan monstruos. En la serie, ella por fin sabrá que su padre fue poseído por el alma de Moo. Y después de la lucha entre el Fenix y Moo, este último fue destruido, y poco más tarde, Holly fue en busca del Disco Misterio de Moo con el fin de rescatar a su padre de la misma suerte que había tenido el monstruo.
- Mocchi: Un pequeño y gracioso monstruo recién nacido, compañero de Genki en sus aventuras. Como aún es un bebe es muy mimoso, aunque eso no significa que Mochi sea un debilucho, al contrario, es un duro adversario que ataca enrollándose como una bola que puede producir ataques de gran alcance como el "Cañón Mocchi". Además, tiene un apetito insaciable.
- Suezo: Un monstruo amarillo, al servicio de Holly, con un solo ojo con una increíble visión. Suezo suele ser un poco desagradable y ruidoso, pero un gran amigo. Casi siempre es tomado como objeto de broma, debido a que no se le conocen poderes como a los demás, aunque en una situación desesperada logró activar su teletransportación. Al margen de ello, se las arregla empleando su enorme lengua para golpear o su propio cuerpo, lanzándose como una bola contra su oponente.
- Golem: Un monstruo enorme de forma humanoide y rocoso. Se mueve lentamente pero tiene una fuerza atroz. Golem, es muy pacífico, pero en la batalla, luchará furiosamente con su ataque tornado, en el cual su cuerpo se divide y forma una especie de torbellino muy potente. Desafortunadamente, a él no le gusta el agua, pues debido a su peso, se hundiría.
- Tigre Del Viento: (Rygar en Japón) Monstruo lobo de color azul con cuernos en la cabeza. Inicialmente era el líder de una cuadrilla de monstruos tigre hasta que los monstruos a las órdenes de Moo los mató y Genki lo convencerá para unirse a su grupo. Además de un arsenal de ataques físicos, algunos de sus ataques especiales incluyen electricidad de sus cuernos y ráfagas de viento helado de su boca. El hermano de Tigre fue secuestrado por Moo, ese encuentro explica la cicatriz de Tigre. Tigre puede ser a veces muy agresivo pero también suele ser amigable con sus amigos.
- Hare: (Ham en Japón) Es un conejo humanoide con grandes puños y de expresión linda. En un principio, sus intenciones eran robar el dinero del grupo, pero después de pelear contra Tigre, Hare se unió a ellos. Es amistoso, pero tiende a ser egoísta y presume de sus habilidades. También es el estratega del grupo proponiendo la mayoría de los planes hacia la victoria.
- Fenix: Es un monstruo que tiene como destino pelear con Moo por toda la eternidad. En la antigua gran batalla su alma se separó de su cuerpo y fue dividida en cinco partes. Fueron las almas de: Mocchi, Suezo, Tigre, Hare y Golem. Ellos se unieron al cuerpo del fenix para acabar con Moo

### Otros
- Pixie: En un principio era una de los cuatro grandes villanos de Moo, aunque dejó a Moo después de que Genki le abriera los ojos sobre el mal de Moo. No se sabe su edad exacta, pero aparenta unos 20 años. El aspecto de Pixie es el de una mujer joven y delgada, pelo rojo y unas pequeñas alas a la espalda. Tiene dos cuernos en la cabeza y una cola que le sirve para azotar a sus enemigos y viste con una especie de bikini rojo rosado. Además de una fuerza y velocidad sobrehumanas, puede volar y generar bolas de energía. Pixie ayudó a Genki y a sus amigos varias veces hasta que Moo la hirió, aunque el sacrificio de su seguidor, Big Blue, hizo que Pixie se curase y renaciese como Granity. Después de esa transformación, Pixie adquirió un aspecto angelical. Sus alas se volvieron plumosas y el pelo se le volvió verde, y sus ropas rojizo-rosadas fueron sustituidas por una armadura de plata. Pixie es reservada, pero astuta y madura.
- Big Blue: Un gigante de hielo y roca (muy similar a Golem en forma). Es el guardián y compañero de Pixie. Big Blue amaba tanto a su ama, que se sacrificó por Pixie fundiéndose con ella, renaciendo como Granity.
- Gali: Uno de los cuatro grandes de Moo. Es un personaje invisible pero lleva una máscara de oro con forma de sol y una capa. Su naturaleza tranquila y arrogante oculta un poderoso enemigo que no duda en lanzar ataques temibles capaces de destrozar a poderosos rivales. Fue derrotado por el ataque Cañón Mocchi. Tras la destrucción de Moo, vuelve a la vida y es purificado de su maldad. Aparece formando equipo como un monstruo monolito llamado Sandi, antiguo servidor suyo.
- Gray Wolf: Hermano de Tiger que fue convertido en uno de los cuatro grandes de Moo, al hacerlo, fue corrompido y su personalidad cambió radicalmente, volviéndose tan malvado como Moo. Finalmente se enfrenta a Tiger y este se obligado a matarlo a pesar de ser su hermano. Después de la derrota de Moo, revive como monstruo purificado, aunque su actitud hacia su hermano mayor es bastante fría.
- Naga: Una de los cuatro malos de Moo. Es una serpiente humanoide con un aguijón en la cola. Vive sólo para las batallas y su estilo de lucha horroriza a otros monstruos. Es la más despiadada y cruel de los cuatro malos. Fue la última en ser derrotada por el grupo de Genki. Posteriormente resucitó como monstruo purificado. Suezo es quien más deseaba acabar con ella por hacerle perder a su familia y amigos.
- Lilin: Era la mano derecha del general Durahan, al cual traicionó cuando éste intento destruir a Moo y hacerse con el poder de "los malos". Era de aspecto parecido a Pixie.
- Monol: Un monstruo monolito negro que Genki y los demás encontraron en un disco. Tiene la forma de un rectángulo negro flotante, y su misión es la de recopilar información e historias para después contarlas. Fue quien informó al grupo de la separación alma-cuerpo de Moo y el Phoenix, y de la historia de la antigua civilización y su declive debido a una gran guerra que arrasó el mundo y llevó a la creación de ambos monstruos. Tiene un gran defecto, y es que se queda dormido cuando lleva a la parte más interesante de la historia o la información más importante.
- Poisson: Esbirra del general Durahan que aparece en la segunda temporada, ocupando el lugar de Lilin como su mano derecha, pero al contrario que esta, es completamente leal al general. Está obsesionada con su belleza y figura, y se enfada muy a menudo con Gobi y Sphinx. Es de la misma raza que su predecesora. Al final de la serie, es purificada al igual que el general y sus compañeros.
- Hermanos Corruptos: Dos gatos obesos contratados por Naga, tienen afiladas garras de metal algo que recuerda al poder de Wolverine de X-Men, fueron entrenados por el maestro Kato, hasta que uno de ellos se hartó de su entrenamiento y su hermano le siguió. Genki y Mocchi logran derrotarlos con el entrenamiento de Kato y los hermanos deciden hacer las paces con este.
- Kato: Es un gato obeso similar a los Hermanos Corruptos, ya es anciano y entreno a los Hermanos Corruptos, le enseñó a Genki y a Mocchi como derrotarlos, además de curar a Genki.
- Ducken: Es un monstruo con aspecto similar al de un pato, vivía acobardado en un árbol porque los aliados de Moo invadieron su territorio, Mocchi le ayuda a defenderse y a no darse por vencido.
- Nilton: Un caracol que tiene los mismos trucos que Hare, le vende a todos muchas cosas que los harán mejores pero solo es un timo, Holly le da su daga por un disco misterioso falso, después informa a las Tropas Jelly que ellos van en busca de Moo, al final se va después de disculparse con todos por lo que les hizo.
- Bajarl: Es un genio, Naga lo usa como último recurso para acabar con Genki y sus amigos, en su olla encierra a todos excepto a Holly y Mocchi ya que logran huir y llegan a un pueblo fantasma que fue absorbido por Bajarl. Mocchi logra vencerlo y Holly lo acaba con una trampa que le había sido puesta en el pasado pero que no pudo ser activada gracias a que Bajarl lo supo a tiempo.
- Baku: Tiene la apariencia de un perro, protegía el puente de un pueblo que fue destruido por Chariot, se encariña con Genki ya que tiene parecido con su amo. Se convierte en disco misterioso destruyendo a Chariot.
- Chariot: Es un centauro, causó devastación en el pueblo de Bakú, cuando este era un cachorro se le enfrentó, es por esto que tiene el casco agrietado. Baku acabó con sus tropas y al final lo convierte en disco misterioso, pero al mismo tiempo Baku también agoniza y se convierte en disco misterioso.
- Gobi: Un robot. Es alto muy fuerte pero muy torpe, cuando algo lo confunde suele decir que le duele la cabeza.
- Mum Mew: Una gata, tiene el mismo atuendo de Pixie. Siempre trata de arreglarse ya que es muy vanidosa y le importa más su belleza, se la pasa todo el tiempo reclamándole a Gobi por ser un inútil.

### Villanos
- Moo: Un monstruo gigante en forma de dragón, que fue dirigido como última arma en la gran guerra de épocas antigua. Su energía oscura creció tanto que se volvió incontrolable y empezó a transformar monstruos buenos en sus criados malvados. Pero gracias al Phoenix y a una máquina especial, Moo fue despojado de su cuerpo y su alma quedó encerrada en un disco misterioso, junto a los otros discos de sus viejas tropas.
Siglos más tarde, el padre de Holly fue en busca del Phoenix sin la ayuda de la piedra mágica, y acabó en el castillo de Moo. Cuando liberó el alma de Moo por accidente, Moo tomó su cuerpo y renació.
Él volvió a montar un ejército con sus cuatro grandes malvados y empezó a aterrorizar y destruir el mundo mientras buscaba su viejo cuerpo, el cual encontró y volvió a unirse a él, pero Genki, Holly y los demás le destruyen con la ayuda de Phoenix, haciendo que su alma y el padre de Holly queden atrapados en un disco con su insignia grabada en él.
- General Durahan: Al servicio de Moo conquistó el continente del este. Cuando Moo tenía que perfeccionar su cuerpo original él se negó a darle la piedra e intentó destruirle, pero no pudo. Lilin le había traicionado y le quitó la piedra cuando estaba tratando de huir. A los otros malos no les importaba nada Lilin, así que le arrebataron la piedra y bombardearon la nave de Durahan, en la cual estaba ella. Al general Durahan le derrotó Genky y cuando Lilin estaba escapando del bombardeo le agarró la pierna y le ensartó con la espada. El fin de Durahan llegó con el bombardeo, su nave ardió en llamas y se desplomó en una montaña. Durante la segunda temporada se descubre que sobrevivió a la destrucción de su nave, aunque la mayor parte de su cuerpo fue destruido y solo sigue viviendo su cabeza, conectada al sistema de la nave estrellada por varios cables. Quiere a toda costa el disco donde están atrapados Moo y el padre de Holly, para así hacerse con el poder de Moo. Al final, él y sus acólitos se dan cuenta de la maldad de Moo y ayudan a Genki y a los otros a usar a Phoenix para destruir el espíritu de Moo definitivamente, al hacerlo, quedan purificados y se vuelven monstruos buenos, además, Durahan recupera su cuerpo.

## Episodios de Monster Rancher
1. En el Principio
2. Soy Mocchi
3. El guardián de los discos
4. El gusano eterno
5. Tigre del viento
6. El truco de Hare
7. Los siete valientes
8. Después de la lluvia
9. pájaro de hierro
10. El secreto de las ruinas
11. La derrota de Pixie
12. La historia de Monol
13. El secreto de Moo
14. El rescate de Holly
15. Un nuevo camino
16. La gran batalla en el mar
17. Aventura subterránea
18. Nuestro amigo Henger
19. El arma secreta de Suezo
20. Mi nombre es Pixie
21. El cañón de Mocchi
22. Corre, Tiger corre
23. No te rindas, Ducken
24. El lago de Undina
25. Los soldados de las ruinas
26. Melcarba
27. La batalla de Tiger con el destino
28. Pandora, guardianes del bosque
29. Hasta luego, amigo mio
30. El bebe Bossy
31. Las ruinas del parque de diversiones
32. La sonrisa del millón de oro de Holly
33. La batalla en el campo Suzuki
34. El pueblo que desapareció
35. La batalla contra los cuatro grandes
36. La noche de Eve
37. El cumpleaños de Holly
38. El reto del malvado general Durahan
39. Adiós, Bakú
40. El secreto de la piedra mágica de Holly
41. Tiger conoce a su rival
42. Los guerreros del espacio exterior
43. Renocraft, el asesino de arena
44. La ayuda de la piedra mágica
45. El fin de Durahan
46. El secreto de Jill
47. Lágrimas
48. Cielos azules
49. El regreso a Monster Rancher
50. En busca de la copa legendaria
51. La batalla de la copa de novato
52. Salvados por una liebre
53. Los poderosos hermanos Wondar
54. Tiger y el desafío de la copa Mandy
55. Desaparece el equipo de las liebres
56. Perdidos en el mar, desaparición del disco misterioso
57. El héroe del gran premio del Suezo peluche
58. Todo se vale en el amor y los taxis
59. El consejo de Allan
60. La Copa del Ganador - El dedo del destino
61. Jam rosado al rescate
62. Encuentros fantasmales del tipo pirata
63. La copa del mundo de Monstruos - El regreso de Naga
64. La leyenda de Most, el gran blanco
65. Shogun, el poderoso
66. Hermanos, entre los 4 grandes
67. Golem, y el concurso de cocina
68. Granity está bajo mi control
69. Mum Mew lo arriesga todo
70. La copa legendaria - Mocchi vs. Poritoka
71. La copa legendaria - Mocchi vs. Most
72. Reunión
73. La batalla final

## Seiyuu y Doblaje
| - Chisa Yokoyama - Genki - Mariko Kouda - Holly - Wataru Takagi - Suezou - Yuri Shiratori - Mocchi - Juurouta Kosugi - Muu - Kazuki Yao - Rygar - Kotono Mitsuishi - Pixie - Naoya Uchida - Golem - Nozomu Sasaki - Ham - Masako Nozawa - Rosetta - Ryusei Nakao - Phantom | - Chelo Vivares - Genki - Beatriz Berciano - Holly - Juan Perucho - Suezo - Carlos Ysbert - Hare - Fernando de Luis - Tigre - Julio Sanchidrián - Gólem - Chelo Molina - Mochi - Paco Hernández - Moo - Manuel Bellido - Galy - Ruperto Ares - General Durahan - Mayté Tajadura - Lily - Ramón Reparaz (†) - Goby - Mayté Tajadura - Blossom | - Eduardo Curiel - Genki - Liliana Barba - Holly - Mayra Arrellano - Mocchi - Jorge Santos - Golem - Héctor Lee - Capitán Moo - Magda Giner - Hare - Jorge Ornelas - Tiger - Carlos Enrique Bonilla - Suezo - Loretta Santini - Ebony - Carlos Iñigo - Ducken - Alejandro Villeli - Moo |